# Keone Young
Keone Young, född 6 september 1947 i Honolulu, Hawaii, är en amerikansk skådespelare.
Young har bland annat medverkat i TV-serien American Dragon: Jake Long. Han har även medverkat i filmerna Men in Black III och Ultraman: Rising.

## Filmografi (i urval)
- 2005–2007 – American Dragon: Jake Long (TV-serie)
- 2006 – Crank
- 2009 – Crank: High Voltage
- 2012 – Men in Black III
- 2024 – Ultraman: Rising